# 拉瓦利 (蒙大拿州)
拉瓦利（英語：Ravalli）是位於美國蒙大拿州萊克縣的普查規定居民點。

## 歷史
拉瓦利的郵局於1887年設立，其後於2005年停運。

## 人口
根據2020年美國人口普查的數據，拉瓦利的面積為6.84平方千米，當中陸地面積為6.81平方千米，而水域面積為0.03平方千米。當地共有人口85人，而人口密度為每平方千米12.43人。